# Eilema kingdoni
Eilema kingdoni là một loài bướm đêm thuộc phân họ Arctiinae, họ Erebidae.